# Вознесенка (Сорокинський район)
Вознесе́нка (рос. Вознесенка) — присілок у складі Сорокинського району Тюменської області, Росія.
Населення — 51 особа (2010, 89 у 2002).
Національний склад станом на 2002 рік:
- росіяни — 96 %